# مجید حلوایی
مجید حلوایی (زاده ۱۷ بهمن ۱۳۲۶ - اهواز) بازیکن سابق فوتبال ایران است. وی سابقه بازی در باشگاه‌های شعاع اهواز، دارایی اهواز، دارایی تهران، پیکان تهران و پاس تهران را دارد. وی متولد و بزرگ شده شهر اهواز است و توانست در مسابقات آموزشگاه‌های ایران در سال ۱۳۴۵ و ۱۳۴۶ به همراه تیم منتخب اهواز، به ترتیب، مقام‌های قهرمانی و سومی کشور را کسب کند.
وی که سابقه ۱۵ بازی و ۲ گل ملی در کارنامه دارد، زننده تنها گل بازی تیم ملی فوتبال ایران در مقابل تیم ملی فوتبال برزیل در بازی‌های المپیک تابستانی ۱۹۷۲ بوده‌است که منجر به پیروزی تیمش در این مسابقه شده‌است.
گل دیگر ملی او نیز به تیم ملی فوتبال شیلی، در مسابقات جام استقلال برزیل موسوم به جام جهانی کوچک زده شد. او در دقیقه ۸۵ از سمت چپ پشت محوطه جریمه با یک شوت محکم دروازه را گشود. در آن بازی تیم ملی فوتبال ایران دو بر یک شکست خورد.